# Уейвърли (роман)
„Уейвърли“ (на английски: Waverley) е исторически роман на шотландския писател Уолтър Скот, издаден през 1814 година.
В центъра на сюжета е млад романтично настроен английски офицер, който попада в Шотландия от времето на Второто якобитско въстание в средата на XVIII век.
„Уейвърли“ е има голям успех сред публиката, донася известност на автора си като прозаик и поставя началото на поредица негови романи, както и на целия жанр на историческия роман в съвременната западна литература.